# Franz Hörmann
Franz Hörmann (Vienna, 23 marzo 1960) è un economista austriaco.
Professore alla Wirtschaftsuniversität di Vienna ("Università di Economia") e successivamente dal 2001/2002 professore associato all'Istituto di Economia Informatica "Johannes Kepler Universität" di Linz.

## Biografia
Hörmann ottenne la laurea in economia aziendale all'Università di Economia di Vienna nel 1983. Durante il 1984 e il 1987 proseguì gli studi con un corso di dottorato che concluse con riconoscimento.

## Pensiero
Franz Hörmann ha criticato l'attuale sistema finanziario e monetario considerato come un modello obsoleto. La sua critica è diretta contro il sistema di interesse composto. Ha criticato l'attuale sistema di creazione della moneta e predisse la scomparsa della moneta già nel 2011. Come transizione verso ad un'economia senza denaro, si è espresso a favore di un sistema di "coupon elettronici specializzati" e di un incondizionato sistema di reddito di cittadinanza sotto forma di beni materiali e servizi.
L'8 aprile 2011 partecipò alla proiezione cinematografica di Zeitgeist: Moving Forward a Vienna condividendo in buona parte l'analisi economica e sociale del film documentario.

## Sospensione e riabilitazione
Il 2 febbraio 2012 il professore venne sospeso temporaneamente dall'Università di Economia di Vienna in seguito a dubbie dichiarazioni riguardanti l'olocausto. Secondo il professore si trattava di un intrigo, motivato dalla sua critica del sistema monetario fraudolento. La sospensione è stata revocata il 14 marzo 2013 presso l'Università di Economia di Vienna.